# Dd
dd és una ordre de la família dels sistemes operatius Unix que permet copiar i convertir dades de fitxers a baix nivell. Està especificada per l'estàndard IEEE Std 1003.1-2008, que és part de la Single UNIX Specification. Generalment s'usa per realitzar operacions avançades sobre dispositius o fitxers, com poden ser:
- Transferències de dades específiques.
- Còpies de seguretat de la informació en cru (raw data).
- Conversió d'algunes codificacions suportades i/o caràcters predefinits.

## Descripció
És de molta importància aclarir que en sistemes operatius Unix, qualsevol dispositiu és tractat com un fitxer. Per tant, la comanda dd, pot ser utilitzada en diversos dispositius i volums (particions), més enllà dels fitxer pròpiament dits.
Segons l'especificació POSIX, dd copia el fitxer especificat com a origen cap al fitxer indicat com a destinació, tenint en compte la conversió de les dades i la mida de bloc, si és que s'ha specificat, per realitzar tant la lectura sobre l'origen com l'escriptura en destí. En cas que no s'hagi especificat un origen i/o destí, dd per defecte utilitza l'entrada i sortida estàndard, respectivament, per dur a terme l'operació.
Si s'ha especificat la mida de blocs per a la transferència (lectura/escriptura), mitjançant el paràmetre bs, i no s'ha indicat cap conversió llevat noerror,notrunc o sync, es procedeix a la lectura d'un bloc a la vegada de l'origen i l'escriptura d'aquest en destí. La mida del bloc a escriure és el mateix que el de la d'entrada, excepte quan s'indica la conversió sync, que en aquest cas es procedeix a omplir amb zeros el bloc de destí. Si no s'utilitza sync, l'últim bloc a escriure pot tenir una grandària menor.
D'altra banda, en cas que no s'hagi especificat una mida de bloc, dd utilitza 512 bytes com mida per defecte.

## Mode d'ús
L'ús de la comanda dd té el següent format:
- dd [PARÀMETRE] ...

Els principals paràmetres són:
If =origenLlegeix de l'arxiu indicat com a origen. Per defecte llegeix de l'entrada estàndard.
Of =destíEscriu arxiu indicat com destí. Per defecte escriu a la sortida estàndard.
IBS =NLlegeix de a N bytes des de l'origen.
Obstant =NEscriu de a N bytes cap al destí.
Bs =NLlegeix i escriu N bytes. Alternativa a usar IBS i obstant amb un mateix valor.
CBS =NEstableix en N bytes la mida del bloc de conversió per block i unblock.
Skip =NEs salta N blocs de l'origen abans realitzar l'operació de copiar. La mida del bloc és indicat per IBS.
Seek = NSe salta N blocs del destí abans realitzar l'operació de copiar. La mida del bloc és indicat per obstant.
Count =nombreCopia un nombre de blocs de l'origen, en lloc de processar fins al final. La mida del bloc és indicat per IBS.
Conv =manera [, manera, ...]Realitza les operacions de conversió, segons s'indiqui. Es poden indicar més d'una conversió, separant-les per comes.
Conversions suportades:
AsciiConverteix els caràcters EBCDIC a ASCII.
EBCDICConverteix els caràcters ASCII a EBCDIC.
IbmConverteix els caràcters ASCII al EBCDIC de IBM.
LcaseIntercanvia les majúscules per minúscules.
UcaseIntercanvia les minúscules per majúscules.
SwabIntercanvia cada parell de bytes de l'entrada. Per al cas especial de l'últim byte, aquest es cópia directament.
NoerrorNo s'atura el procés davant errors de lectura a l'origen.
NotruncNo es trunca el fitxer utilitzat com destí.
SyncOmple cada bloc llegit amb zeros, fins a la mida determinada per IBS.
BlockOmplir amb espais en blanc la línia llegida, fins a la mida indicada per CBS. Reemplaça el caràcter de nova línia per espais, convertint la línia en un bloc (o registre).
UnblockReemplaçar els últims espais en blanc per un caràcter de salt de línia del registre llegit, que tingui la mida indicat per CBS. Realitza l'operació inversa a bloc.